# United Initiators
United Initiators ist ein deutsches Chemieunternehmen mit Sitz in Pullach im Isartal und insgesamt 12 Standorten in Europa, Asien und Nordamerika. Das Unternehmen bezeichnet sich selbst als weltweit größter Hersteller mit vollem Fokus auf peroxid-basierten Spezialchemikalien.

## Geschichte
Die Firma geht auf ein Patent von Gustav Adolph und Albert Pietzsch aus dem Jahre 1909 zur Herstellung von Wasserstoffperoxid und der Gründung der Firma Elektrochemische Werke München (EWM) im Jahre 1911 zurück. 1961 wurde Laporte Industries, eine Chemiefirma aus Großbritannien, alleiniger Eigentümer von EWM. 1970 wurde durch ein Joint Venture von Laporte Industries und Solvay die Interox-Gruppe gebildet und EWM in Peroxid-Chemie umbenannt. Die Peroxid-Chemie wurde 1992 aus der Gruppe ausgegliedert und 2001 von Degussa übernommen. 2004 wurde die Peroxid-Chemie in Degussa Initiators umbenannt und, nachdem Degussa ein Teil von Evonik Industries wurde, 2008 an Speyside Equity verkauft und wiederum in United Initiators umbenannt. 2011 übernahm Vision Capital die Mehrheit der Anteile. Im September 2016 wurde die Firma durch das Management und Equistone Partners Europe als Mehrheitsanteilseigner von den vorherigen Eigentümern Vision Capital und Speyside Equity übernommen. Seit 2018 ist das Unternehmen an dem Joint Venture UI VR Persulfates in Indien beteiligt. 2019 erfolgte die Übernahme von Hidrojen Peroksit A.S. (Türkei) und 2020 der Wasserstoffperoxid-Anlage von Evonik Industries in Prince George, Britisch-Kolumbien (Kanada).
United Initiators stellt unter den Marken BENOX, CAROAT, CUROX und NOROX verschiedene organische Peroxide und Persulfate her.

## Standorte
- United Initiators GmbH, Pullach (Deutschland)
- United Initiators SAS, Chalon-sur-Saône (Frankreich)
- Hidrojen Peroksit A.s., Bandirma (Türkei)
- United Initiators Pty Ltd., Banksmeadow (Australien)
- United Initiators (Shanghai) Co., Ltd., Shanghai (China)
- United Initiators Hefei Co., Ltd., Hefei (China)
- United Initiators (Huaibei) Co., Ltd., Huaibei (China)
- United Initiators Canada Ltd., Prince George (Kanada)
- United Initiators Inc., Elyria, Ohio (USA)
- United Initiators Inc., Helena, Arkansas (USA)
- United Initiators Inc., Mobile, Alabama (USA)
- UI VR Private Limited (Joint venture von United Initiators und VR Persulfates), Ahmedabad (Indien)